# Obliczenia symboliczne
Obliczenia symboliczne – obszar odnoszący się do badania i rozwoju algorytmów i programów komputerowych do manipulowania wyrażeniami matematycznymi. Ogólnie obliczenia możemy wykonywać na liczbach i na symbolach.  Wykonując obliczenia na liczbach mamy do czynienia z obliczeniami numerycznymi.
Przykłady obliczeń symbolicznych:
- uproszczenie równania x3 + 4·x – 6·x daje wynik x3 – 2·x
- obliczenie całki nieoznaczonej ∫ x dx – wynikiem jest x2/2 + C

Czym różnią się obliczenia symboliczne od obliczeń numerycznych w przypadku całkowania i rozwiązywania równań różniczkowych?
- w wyniku obliczeń symbolicznych jako rozwiązanie otrzymujemy funkcje w postaci symbolicznej,
- w wyniku obliczeń numerycznych otrzymujemy przybliżone wartości funkcji dla pewnych wybranych punktów z jej dziedziny.

## Systemy obliczeń symbolicznych
Znane programy komputerowe do obliczeń symbolicznych to:
- Mathematica – opracowana przez Stephena Wolframa.
- Maple – firmy Waterloo Maple Inc.
- Matlab – firmy MathWorks. Program, którego domeną nie są obliczenia symboliczne, ale obliczenia numeryczne oparte na macierzach. Posiada dodatkowy moduł do obliczeń symbolicznych (Symbolic Math Toolbox) opracowany przez producentów Maple’a.
- MuPAD – opracowany na Uniwersytecie w Paderborn w Niemczech nieodpłatny, dla instytucji niekomercyjnych.
- MAXIMA – na licencji GPL.
- Derive – firmy Texas Instruments.
- Mathcad – firmy Mathsoft.
- Sage – na licencji GPL.

Programy z grupy obliczeń symbolicznych nazywane są programami algebry komputerowej (z ang. Computer Algebra System – CAS). Według części źródeł terminy obliczenia symboliczne i algebra komputerowa są tożsame.